# L'Apprenti sorcier (nouvelle)
Pour les articles homonymes, voir L'Apprenti sorcier.
L'Apprenti sorcier (titre original : The Sorcerer's Apprentice) est une nouvelle posthume de Shirley Jackson originellement parue en octobre 2014 dans l'édition n°47 de la revue littéraire américaine Timothy McSweeney's Quarterly Concern (en). La nouvelle est republiée en 2016 dans le recueil Dark Tales, publié par Penguin Books et traduit en France trois ans plus tard sous le nom La Loterie et autres contes noirs,.
Le titre de la nouvelle fait référence au poème symphonique de Paul Dukas, L'Apprenti sorcier.

## Résumé
Miss Matt est une enseignante menant une vie secrète et solitaire au sein d'un appartement modeste qu'elle loue, sans jamais avoir rencontré ses voisins. Tous les mercredis, comme il n'y a pas classe, elle a pour habitude de rester chez elle, d'écouter avec son gramophone portable L'Après-midi d'un faune et L'Apprenti sorcier et, parfois, lorsque la matinée a été difficile, de pleurer pendant une demi-heure.
Une après-midi qu'elle pleure seule en écoutant L'Apprenti sorcier, une fillette du nom de Krishna vient toquer à sa porte : fille de la voisine du dessous, Marian, elle explique que sa mère lui a autorisé à venir chez Miss Matt pour utiliser son gramophone. Elle a apporté avec elle un gros coffret de disques vinyles qui appartiennent à son père, et explique que le gramophone de sa maison est cassé — raison pour laquelle elle est autorisée à venir demander d'utiliser celui de Miss Matt.
À contrecœur, Miss Matt accepte : elle ôte le disque de L'Apprenti sorcier et met ceux de la petite fille. On entend un homme qui parle, puis qui joue un morceau de polka. Kirshna explique que c'est son père qui joue au piano, et qu'il donne des concerts. Lorsque Miss Matt demande où il se trouve, Kirshna lui répond qu'il est à l'armée, parti en Europe pour combattre les nazis. Dans la foulée, l'attention de la petite fille se porte sur une poupée de chiffon posée sur une étagère. Miss Matt lui raconte qu'elle l'a achetée à Panama et Kirshna, sans l'écouter, émet le désir de se l'accaparer : elle tente de l'atteindre, mais l'étagère est trop haute pour elle. Se hissant, elle parvient finalement à s'emparer de la poupée et annonce qu'elle va la ramener chez elle. Miss Matt refuse et, perdant patience, se met à se disputer avec la petite fille. Celle-ci la traite de folle en riant, puis détruit la poupée en lui brisant la tête. Miss Matt répond en prenant le disque vinyle de son père qu'elle explose sur le sol. Ignorant la fillette qui rit et qui hurle que Marian sera mise au courant qu'elle a détruit le disque de son père, Miss Matt la traîne jusqu'à l'extérieur de son appartement et claque la porte dans son sillage. Alarmée, elle dissimule ensuite les restes de sa poupée sous son lavabo, ramasse les morceaux du disque vinyle qu'elle met dans un sac en plastique puis remet de l'ordre dans son foyer en espérant faire disparaître toute trace du passage de la fillette.
Se répétant qu'elle ira porter plainte si jamais on tente de lui rejeter la faute, elle quitte son appartement en catimini dans l'idée d'aller au cinéma pour ne plus avoir à être vue et pour être sûre que, lorsqu'elle reviendra, les gens se seront lassés de la chercher.

## Analyse
L'histoire se passe dans les années 1940, et les personnages semblent tous deux marqués par une forme de solitude liée à la Seconde Guerre mondiale et à ses répercussions.
Le conflit entre Miss Matt et la petite Krishna ne va pas sans rappeler la relation dans le poème symphonique de Dukas entre l'apprenti sorcier, qui commet des dégâts, et son maître qui doit les réparer.
Miss Matt et Krishna renvoient aussi à la dualité récurrente dans l'œuvre de Jackson, où coexistent deux figures féminines représentant deux opposés contradictoires d'une seule et même facette : ici, une femme passive et intimidée (Miss Matt) face à une fillette agressive, sauvage et hors de tout contrôle moral (Krishna),.

## Édition française
L'Apprenti sorcier est traduite pour la première fois en français par Fabienne Duvigneau avec la parution du recueil La Loterie et autres contes noirs par les éditions Payot et Rivages dans leur collection Rivages/Noir en 2019.